# Weimarska palača
 Weimarska palača (nemško Schloss Weimar) stoji v Weimarju, Turingija, Nemčija. Zdaj se imenuje Stadtschloss (Mestna palača), da se razlikuje od drugih palač v Weimarju in okolici. Bila je rezidenca vojvod Saška-Weimar-Eisenach in se imenuje tudi Residenzschloss (Rezidenčna palača). Stavba stoji na severnem koncu mestnega parka ob reki Ilm, Park an der Ilm. Je del svetovne dediščine Klasični Weimar, skupaj z drugimi kraji, povezanimi s pomenom Weimarja kot kulturnega središča v poznem 18. in 19. stoletju.
V zgodovini jo je pogosto uničil požar. Baročno palačo iz 17. stoletja s cerkvijo Schlosskirche, kjer so bile praizvedbe številnih del Johanna Sebastiana Bacha, je po požaru leta 1774 nadomestila neoklasicistična stavba. Štiri sobe so bile posvečene spominu na pesnike, ki so delovali v Weimarju, to so Johann Wolfgang von Goethe, Johann Gottfried Herder, Friedrich Schiller in Christoph Martin Wieland. Od leta 1923 je v stavbi Schlossmuseum, muzej s poudarkom na slikah 15. in 16. stoletja ter umetninah, povezanih z Weimarjem kot kulturnim centrom.

## Zgodovina
Stavba je bila razvita v zadnjih 500 letih. Prva stavba na mestu je bil srednjeveški grad z jarkom, ki je bil prvič dokumentiran konec 10. stoletja. Po požaru leta 1424 in ponovno od sredine 16. stoletja, ko je Weimar postal stalna rezidenca vojvod, so ga predelali. Po ponovnem požaru leta 1618 se je leta 1619 začela obnova, ki jo je načrtoval italijanski arhitekt Giovanni Bonalino. Cerkev je bila dokončana leta 1630, kjer je bilo med letoma 1708 in 1717 premierno uprizorjenih več del Johanna Sebastiana Bacha. V 1650-ih je Viljem, vojvoda Saška-Weimar, angažiral Johanna Moritza Richterja, da spremeni zasnovo v simetrično baročno strukturo s tremi krili, odprtimi proti jugu. Po Viljemovi smrti leta 1662 je nova stavba postala znana kot Wilhelmsburg; kapela se je imenovala Himmelsburg.
Stavbo je leta 1774 uničil požar. Vojvoda Carl August je ustanovil komisijo za njeno obnovo pod vodstvom Johanna Wolfganga Goetheja. Arhitekti Johann August Arens, Nikolaus Friedrich Thouret in Heinrich Gentz so ohranili nekdanje zidove vzhodnega in severnega trakta ter ustvarili »klasično« notranjost, predvsem stopnišče in banketno dvorano (Festsaal). Za dekoracijo je poskrbel kipar Christian Friedrich Tieck. Leta 1816 je Clemens Wenzeslaus Coudray začel načrtovati zahodni trakt, ki je bil ponovno odprt leta 1847 z dvorno kapelo. V krilu so bile tako imenovane Dichterzimmer (pesniške sobe), ki jih je ustanovila vojvodinja Marija Pavlovna. Obeležujejo spomin na Christopha Martina Wielanda, Johanna Gottfrieda Herderja, Friedricha Schillerja in Goetheja. Od leta 1912 do 1914 je bilo pod vojvodo Viljemom Ernstom dodano južno krilo.Herderjeva soba je bila obnovljena leta 2005, obnova Goethejeve sobe in Wielandove sobe je bila zaključena leta 2014.
- Mesto in Residenz okoli 1650
- Mesto in Residenz okoli 1686
- Wilhelmsburg okoli 1730
- Bastille okoli 1905
- Dvorišče, pogled iz južnega trakta, 2014
- Stopnišče, 1801

## Muzej
Stavba se od leta 1923 uporablja kot muzej. Schlossmuseum predstavlja razstave, osredotočene na slike iz let 1500 do 1900, povezane z zgodovino Weimarja. V pritličju so renesančne slike, zlasti dela Lucasa Cranacha starejšega in Lucasa Cranacha mlajšega, ter srednjeveška sakralna umetnost, v zgornjem nadstropju so v reprezentativnih prostorih razstavljene slike Goethejevega obdobja, v zgornjem nadstropju pa so dela iz 19. stoletja. Weimarer Malerschule (Weimarska šola) in sodobna umetnost. 
- Karolinška slonovina (9. stoletje)
- Albrecht Dürer: Hans in Felicitas Tucher (1499)
- Lucas Cranach starejši: Die Früchte der Eifersucht (1527)
- Georg Friedrich Kersting: Die Stickerin (1812)
- Auguste Rodin: Železna doba (1875/76)
- Claude Monet:  Katedrala v Rouenu (1894)

Od leta 2008 je Klassik Stiftung Weimar lastnik lokacije z izjemo dela Bastille, ki je v lasti Stiftung Thüringer Schlösser und Gärten.